# Díode Zener
Un díode Zener, és un díode semiconductor dissenyat especialment per a treballar en inversa. En aquests díodes, molt dopats, quan la tensió en polarització inversa aconseguix el valor de la tensió de ruptura (o zener), el mateix camp elèctric de la unió p-n és capaç d'arrencar electrons de la banda de valència permetent la conducció, sense gairebé variar la tensió. D'aquesta manera la tensió del díode, que sofrirà tan sols petites variacions amb l'increment del corrent elèctric degudes a la resistència interna (de l'orde d'una dècima de volt), pot usar-se com a tensió de referència, típicament en circuits estabilitzadors o reguladors de tensió.
| A (p) | Díode Zener | C o K (n) |

La tensió de ruptura, que segons el model oscil·la entre 2,4 i més de 100 V, pot controlar-se per mitjà del procés de dopatge, i s'aconseguixen toleràncies del 0,05% del valor nominal o inferiors, encara que els dispositius que s'empren normalment tenen toleràncies del 5 o 10% de la tensió zener.
L'efecte Zener fou descobert pel físic americà Clarence Melvin Zener.